# Nicolas Massias
Pour les articles homonymes, voir Massias.
Le baron Nicolas Massias est un diplomate, philosophe et homme de lettres français né à Villeneuve-d'Agen le 2 avril 1764 et mort le 23 janvier 1848.

## Biographie
Nicolas Massias commença par faire partie de la congrégation de l'Oratoire, mais sans prendre les ordres. Il enseigna la rhétorique à Soissons et les belles-lettres à l'école militaire de Tournon. Sous le Directoire, il devint colonel d'artillerie. En 1800, il entra dans la carrière diplomatique et fut chargé d'affaires de France près la cour de Bade et consul général de France à Dantzig (1807-1815).
Au début de 1835, il publia une brochure intitulée Ce qu'est régner, gouverner, administrer, et du conseil des ministres dans laquelle il défendait les prérogatives personnelles du roi dans la Charte de 1830 en distinguant régner et gouverner : « Régner est représenter l'unité, la force, la dignité, la volonté collective de la nation ». Il montre tous les pouvoirs que la Charte confère au roi, chef suprême des armées, détenteur de la puissance exécutive : il n'est pas « un roitelet, un avoyer, un simple président ». « Gouverner, c'est, en se conformant aux lois, diriger par la pensée (qui appartient au roi) et l'action (qui appartient aux ministres, lorsque la pensée du roi est devenue leur propre pensée) tous les services publics vers le bien général et le progrès de la civilisation. » Il appartient donc au roi, irresponsable, de définir les grandes orientations politiques et aux ministres, responsables, de mettre en application concrète ces orientations. L'auteur développe enfin dix-sept arguments en faveur de l'existence d'un ministère solidaire ayant à sa tête un président du Conseil.
Alors que l'opposition dénonçait, sous le ministère du duc de Trévise, un président du Conseil-soliveau, placé là par Louis-Philippe pour mieux exercer son pouvoir personnel, et brandissait la maxime utilisée par Thiers contre Charles X, « le roi règne mais ne gouverne pas », l'ouvrage fut aussitôt dénoncé comme inspiré par les Tuileries.
Il est créé baron héréditaire par lettres patentes du roi Louis XVIII en date du 3 février 1819.

## Œuvres
- De la majorité dans les assemblées représentatives, Strasbourg, Impr. de G. Silbermann, sd, in-8
- Moyen de rendre efficace le serment politique, et, par là, d'assurer la stabilité de la charte et de la dynastie, d'où dépendent le repos et la prospérité de la France, Strasbourg, Impr. de G. Silbermann, sd, in-8
- Le Prisonnier en Espagne, Paris, 1798, in-8
- Rapport de la nature à l’homme et de l’homme à la nature, Paris, F. Didot, 1821-1823, 4 vol. in-8
- Napoléon jugé par lui-même, par ses amis et ses ennemis, Paris, Impr. de Didot, 1823, in-8
- Théorie du beau et du sublime, ou Loi de la reproduction, par les arts, de l’homme organique, intellectuel, social et moral, et de ses rapports, pour faire suite au livre du Rapport de la nature à l’homme et de l’homme à la nature, Paris, Firmin Didot père et fils, 1824, in-8
- Problèmes de l’esprit humain, ou Origine, développement et certitude de nos connaissances, faisant suite et complément au livre du Rapport de la nature à l’homme et de l’homme à la nature, Paris, Impr. de F. Didot, 1825
- Philosophie de l’esprit humain, Paris, Impr. de Rignoux, 1826, in-8
- Seconde lettre à M. le baron d’Eckstein, sur les croyances spontanées et nécessaires de l’humanité, avec des observations sur quelques passages du second numéro du Catholique, Paris, Chez les marchands de nouveautés, 1826, in-8
- Troisième lettre à M. le baron d’Eckstein sur les dangers de son catholicisme indo-chrétien, sur le culte et les mystères naturels, adoptés et sanctifiés par la religion véritable, et sur quelques moyens de rapprocher la philosophie de la religion et les cultes chrétiens du catholicisme romain, Paris, Chez les marchands de nouveautés, 1826, in-8
- Principes de littérature, de philosophie, de politique et de morale, Paris, 1826-1827, 4 vol. in-18
- Lettre à M. Stapfer sur le système de Kant et sur le problème de l’esprit humain, Paris, Impr. de F. Didot, 1827
- Lettre sur l'hérédité, à Messieurs les disciples de Saint-Simon, 1828
- Lettre à M. le baron d'Eckstein, sur l'existence d'une langue, d'une science et d'une religion primitives, avec des observations sur quelques passages du premier numéro du "Catholique", Paris, Johanneau et F. Didot, 1828, in-8
- Lettre à M. Ph. Damiron, sur un article de son Essai sur l’histoire de la philosophie en France, au XIXe siècle, Paris, F. Didot, 1828, in-8
- Observations sur les attaques dirigées contre le spiritualisme par M. le Dr. Broussais dans son livre : De l’Irritation et de la folie, Paris, F. Didot, 1828, in-8
- Influence de l'écriture sur la pensée et sur le langage, Paris, F. Didot, 1828, in-8 (ouvrage couronné par le prix Volney)
- Lettre à M. le directeur du journal "Le Globe", sur l'existence des Jésuites en France, Paris, F. Didot, 1828, in-8
- Examen des fragments de M. Royer Collard et des principes de philosophie de l’École écossaise, Paris, F. Didot, 1829, in-8
- Lettre à M. Isaac K...st, de Berlin, sur de nouvelles objections qu’il élève contre la spiritualisme, Paris, F. Didot, 1829, in-8
- Lettre à M. le Dr. Broussais, sur sa réponse aux observations du baron Massias, relatives à son livre De l’Irritation et de la folie, Paris, F. Didot, 1829, in-8
- Lettre à M. de Bourrienne, sur quelques passages de ses Mémoires relatifs à la mort du duc d'Enghien, par le baron Massias, ancien chargé d'affaires de France près la cour de Bade, Paris, Impr. de A. Firmin Didot, 1829, in-8
- Bourrienne et ses erreurs volontaires et involontaires, ou observations sur ses mémoires ; par MM. le général Belliard, le général Gourgaud, le Cte D'Aure, le Cte de Servilliers, le Bon Meneval, le Cte Bonacossi, le prince D'Eckmulh, le Bon Massias, le Cte Boulay de la Meurthe, le ministre de Stein, Cambacérès. Recueillies par A. B., Paris, Heideloff, 1830, in-8
- Questions sur la peine de mort, Paris, F. Didot frères, 1830, in-8
- Supplément aux "Questions sur la peine de mort", ou examen des principales opinions émises dans la séance de la chambre des députés du 27 septembre, relativement à la mise en accusation des ministres, Paris, F. Didot frères, 1830, in-8
- Questions sur la révolution de 1830, Paris, F. Didot frères, 1830, in-8
- Traité de philosophie psychophysiologique, Paris, F. Didot frères, 1830, in-8
- Aphorismes sur la constitution primitive des trois pouvoirs du gouvernement représentatif, offerts à la méditation et au jugement de MM. les députés de la chambre de 1831, Paris, F. Didot frères, 1831, in-8
- Conséquences qui découlent invinciblement d'une pairie à vie, quelle que soit la manière dont on en combine la formation, Paris, F. Didot frères, 1831, in-8
- Questions sur le droit d'hérédité, spécialement considéré dans la monarchie et dans la pairie', Paris, F. Didot frères et Dentu, 1831, in-8
- Vues sur la nouvelle organisation de la pairie, en harmonie avec la charte de 1830, Paris, F. Didot frères, 1831, in-8
- Des opinions politiques en France, de leurs forces respectives, et du sort qui les attend dans un prochain avenir, Paris, F. Didot frères, 1832, in-8
- Du serment politique, Paris, F. Didot frères, 1833, in-8
- De la souveraineté du peuple, 1833
- Des divers gouvernemens considérés dans leurs rapports avec le bien-être des populations, Paris, F. Didot frères, 1834, in-8
- Ce qu'est régner, gouverner, administrer, et du conseil des ministres, Strasbourg, Alexandre, 1835
- Philosophie fondée sur la nature de l’homme, en 223 aphorismes, Strasbourg, Alexandre, 1835
- Lettre sur Strasbourg et sur l'Alsace, Strasbourg, Derivaux, 1836, in-8
- Questions sur le rachat de la rente 5 pour 100, Paris, A. Desrez, 1838, in-8
- Rachat de la rente 5 pour 100, ou solution du problème : en six ans, sans dépenses ni risques, diminuer la dette publique d'un cinquième et conserver intacts les droits des rentiers, Paris, A. Desrez, 1838, in-8
- Supplément à la brochure ayant pour titre : "Rachat de la rente 5 pour 100, Paris, A. Desrez, 1838, in-8
- Moyen unique d'occuper, de coloniser et de conserver l'Algérie, Strasbourg, Impr. de G. Silbermann, sd (1840)
- Philosophie réclamée par les besoins de notre époque, Paris, Paulin, 1842, in-8

## Armoiries
| Figure | Blasonnement |
|        | Armes du baron Massias et de l'Empire (1814) D'azur à la bande d'or chargée d'un cœur de gueules ; au canton des barons propriétaires brochant. |